# أم هشام بنت حارثة
أم هشام بنت حارثة بن النعمان الأنصارية. وقيل أم هاشم، صحابية مشهورة، وأبوها وأمها صحابيان.
عُرفت بكنيتها ولم يعرَف اسمها، وكثيرًا ما تُرجم لها في باب النساء اللاتي عُرِفْنَ بالكنى ولم تعرَف أسماؤهن، كما فعل ابن حجر في الإصابة وابن الأثير في أسد الغابة وابن عبد البر في الاستيعاب وغيرهم.
أسلمت أم هشام وبايعت رسول الله محمد ﷺ بيعة الرضوان.

## نسبها
هي أم هشام بنت حارثة بن النعمان بن نَفْع بن زيد بن عُبيد بن ثعلبة بن غَنْم بن مالك بن النَّجَّار الأنصارية النجارية،
وأمها أم خالد بنت خالد بن يعيش بن قيس بن زيد مناة بن عدي بن عمرو بن مالك بن النجار. ونسبت في بعض المصادر إلى جدها فقيل إنها أم خالد بنت يعيش بن قيس بن عمرو.

## أسرتها
زوجها: عُمارة بن الحَبْحَاب بن سعد بن قيس بن عمرو بن زيد مناة بن عدي بن عمرو بن مالك بن النجار.
إخوتها الأشقاء: عبد اللَّه، وسَودة، وعَمْرة.
أختها لأمها: عَمْرة بنت عبد الرحمن.

## روى عنها
روى عنها:
1. عبد اللَّه بن محمد بن معن.
2. محمد بن عبد الرحمن بن سعد بن زُرارة.
3. يحيى بن عبد الله بن عبد الرحمن بن سعد بن زُرارة[8] وقال ابن عبد البر أن يحيى لم يسمع منها، بينهما عبد الرحمن بن سعد.[6]
4. أختها عَمْرة بنت عبد الرحمن.
5. خُبَيْبُ بن عبد الرحمن بن يساف.

## روى لها
أخرج لها مسلم حديثًا واحدًا ، وروى لها أبو داود، والنسائي، وابن ماجه ولم يسمِّها.
وذكر عبد الغني المقدسي في كتابه الكمال في أسماء الرجال في ترجمته لأم هشام قوله: "روى لها مسلم حديثين"، ويظهر أنه نظر إلى المتنِ على أنه قطعتين فعدَّهُ متنين، وهما على الصنعة الحديثية حديث واحد رُوِيا في سياق واحد، ويؤيد ذلك ما جاء في الإصابة في تمييز الصحابة من تخريج أصحاب السنن للحديث من أوجه أخرى، وأن منهم من اقتصر على رواية القطعة الثانية دون الأولى، فكأنه حديثان.

## حديثها الذي روته
عن أمِّ هشامٍ بنتِ حارثةَ بنِ النُّعمانِ قالت: «لقد كانَ تَنُّورُنا وتَنُّورُ رسولِ اللهِ ﷺ واحِدًا، سَنَتَيْنِ أو سَنَةً وبعضَ سنةٍ. 
وما أخذْتُ ﴿ق وَالْقُرْآنِ الْمَجِيدِ﴾ إلَّا عن لسانِ رسولِ اللهِ ﷺ، يقرؤُها كُلَّ يومِ جُمُعةٍ على المِنبرِ إذا خَطَبَ النَّاسَ».
أخرجه مسلم في كتاب الجمعة، باب تخفيف الصلاة والخطبة، الحديث رقم (873).
وفي الحديث إشارة إلى حفظها ومعرفتها بأحوال النبي وقربها من منزله.